# Eilema fraterna
Eilema fraterna är en fjärilsart som beskrevs av Butler 1887. Eilema fraterna ingår i släktet Eilema och familjen björnspinnare. Inga underarter finns listade i Catalogue of Life.